# Rio Corlăţeni
O Rio Corlăţeni é um rio da Romênia, afluente do Sebeş, localizado no distrito de Mureş.